# Ptinus italicus
Ptinus italicus là một loài bọ cánh cứng trong họ Ptinidae. Loài này được Aragona miêu tả khoa học năm 1830.